# Swen Knutsson
Swen Knutsson (ur. prawdopodobnie na początku 1014, zm. 1035) – król Norwegii w latach 1030-1035, syn Kanuta Wielkiego z nieprawego łoża, ze związku z Elgifu z Northampton.

## Życiorys
Po pokonaniu króla norweskiego Olafa II Haraldssona przez króla Anglii Kanuta Wielkiego, Swen został przez swego ojca osadzony jako władca w Norwegii. Z powodu młodego wieku Swena faktyczne rządy w kraju sprawowała jego matka, Elgifu z Northampton. 
Według przekazu pochodzącej z ok. 1031/1032 Glælognskvidy Swen i jego otoczenie kontrolowali rozprzestrzenianie się kultu poprzedniego władcy Olafa na terenie Norwegii. Za jego panowania miała miejsce translacja Olafa Haraldssona do kościoła św. Klemensa w Nidaros i ogłoszenie go świętym. W czasie swego panowania Swen odparł atak na Norwegię przeprowadzony przez syna Olafa I Tryggvasona, Tryggve Olafssona (pretendenta do tronu). Nie zdołał jednak powstrzymać innego pretendenta do tronu, Magnusa (syna Olafa II Haraldssona). Po wkroczeniu Magnusa Olafssona do Norwegii Swen Knutsson wycofał się wraz z matką do Danii, gdzie wkrótce zmarł bezżennie i bezpotomnie.